# Albert Park
Albert Park – dzielnica miasta Melbourne położona w Port Phillip. Nazwa dzielnicy pochodzi od księcia Alberta. Wartość nieruchomości w tym rejonie Melbourne szacuje się na AUD $955000.

## Ważniejsze miejsca
- St Vincent Gardens - XIX-wieczny ogród, wzorowany na ogrodach londyńskich.
- Tor Formuły 1 Melbourne Grand Prix Circuit, na którym rozgrywane są zawody Grand Prix Australii.
- Bob Jane Stadium – stadion piłkarski. na którym mecze rozgrywa najbardziej utytułowana drużyna z tego miasta South Melbourne FC.
- Melbourne Sports and Aquatic Centre – basen pływacki, w 2006 roku miały tu miejsce Igrzyska Wspólnoty Narodów